# أورلا ليمان
أورلا ليمان هو سياسي دنماركي، ولد في 15 مايو 1810 في كوبنهاغن في الدنمارك، وتوفي في 13 سبتمبر 1870 في آلبورغ في الدنمارك. انتخب عضو فولكتنغ ‏.

## وصلات خارجية
- أورلا ليمان على موقع الموسوعة البريطانية (الإنجليزية)